# مسعود يلماز
أحمد مسعود يلماز ولد في (إسطنبول 6 نوفمبر 1947 - 30 أكتوبر 2020 إسطنبول) هو سياسي تركي تولى رئاسة حزب الوطن الأم فيما بين الأعوام (1991 - 1999) وتولى رئاسة الوزراء 3 مرات لوزارات مختلفة.

## الولادة والتعليم
ولد في 6 نوفمبر 1947 في اسطنبول. بدأ تعليمه الثانوي في المدرسة الثانوية النمساوية وانتهى في مدرسة إسطنبول للبنين. تخرج في جامعة أنقرة ، كلية العلوم السياسية، قسم المالية والاقتصاد عام 1971. درس الماجستير بين عامي 1972 و 1974 في كلية الاقتصاد والعلوم الاجتماعية في جامعة كولونيا بألمانيا. عمل مديرًا بين عامي 1975-1983، في العديد من الشركات الخاصة في قطاعات الكيمياء والمنسوجات والنقل.

## نشاطه السياسي
أصبح عضوًا مؤسسًا ونائبًا لرئيس حزب الوطن الأم ، الذي أسس في مايو 1983 بزعامة تورغوت أوزال. في نفس العام، في الانتخابات العامة التي أجريت في نوفمبر، انتخب نائبا عن ريزه. عُيّن وزير دولة للإعلام في حكومة تورغوت أوزال الأولى وشغل منصب المتحدث الرسمي باسم الحكومة (ديسمبر 1983). تولى منصب وزير الثقافة والسياحة عام 1986. خلال هذه الفترة، ترأس اللجان الاقتصادية المختلطة بين تركيا وألمانيا الغربية وتركيا ويوغوسلافيا. على الرغم من أنه كان إلى جانب دالان في الانقسام بين تورغوت أوزال وبدر الدين دالان في عام 1986، إلا أنه لم يعادي أوزال.
في انتخابات 29 نوفمبر 1987، أعيد انتخابه نائبًا عن ريزه. عين وزيرا للخارجية (ديسمبر 1987 إلى فبراير 1990) في حكومة أوزال الثانية. بعد عام 1988. عند انتخاب أوزال للرئاسة في عام 1989، أصبح يلماز زعيمًا للمعارضة الحزبية لرئيس الوزراء الجديد، يلدريم آقبولوت. شغل منصب نائب رئيس الاتحاد الديمقراطي الأوروبي. استقال يلماز من هذا المنصب، الذي تقلده أيضًا في حكومة آقبولوت ، في 20 فبراير 1990.

### رئاسة الحزب ورئاسة الحكومة
في يونيو 1991، تمكٌن يلماز من إبعاد يلدريم آقبولوت عن قيادة الحزب ومن جميع الوظائف التنفيذية خلال مؤتمر الحزب الذي يعقد مرة كل سنتين، وانتخب رئيسا للمؤتمر الكبير لحزب الوطن الأم الذي عقد في 15 يونيو 1991. ونظرًا لأن حزب الوطن الأم كان يتمتع بالأغلبية في البرلمان، فقد أصبح رئيس وزراء تركيا في الحكومة 48 لتركيا وحصلت حكومته الأولى التي أسسها على الثقة في الجمعية العامة للبرلمان التركي وهي حكومة أغلبية في 5 يوليو 1991.
بعد الانتخابات العامة التي أُجريت في 20 أكتوبر 1991 احتل الوطن الأم المرتبة الثانية في الانتخابات العامة لعام 1991 بعد حزب الطريق القويم بقيادة سليمان ديميريل ، فشكل حزب الطريق القويم ائتلافًا مع الحزب الشعبوي الديمقراطي الاشتراكي (الحكومة التاسعة والأربعون لتركيا) ، لذلك واصل عمله زعيمًا لحزب المعارضة الرئيسي.
شهدت السنوات التالية انخفاضًا في شعبية حزب الوطن الأم وعلاقة حادة مع تانسو تشيلر ، زعيمة حزب الطريق القويم (يمين الوسط). كما جعل يلماز حزب الوطن الأم أكثر ملائمة للأعمال التجارية وتوجهًا نحو أوروبا، مما تسبب في تحول الجناح الديني الأكثر تحفظًا إلى حزب الرفاه بزعامة نجم الدين أربكان. في الانتخابات العامة التي جرت في 24 ديسمبر 1995 ، حلّ حزب الوطن الأم مرة أخرى في المرتبة الثانية، ولكن هذه المرة لصالح حزب الرفاه. بعد مفاوضات ائتلافية مطولة، شكِل يلماز ائتلافًا مع حزب الطريق القويم في مارس 1996 فشكل برئاسته حكومته الثانية (الحكومة الثالثة والخمسين لتركيا) ، لكن لم يدم هذا الائتلاف إلا أقل من أربعة أشهر. وبذلك دعا الرئيسُ ديميريل أربكان لتشكيل حكومةٍ، وهو ما فعله، بالتحالف مع حزب الطريق القويم.
بعد استقالة حزب الرفاه من الحكومة بسبب مذكرة الانقلاب العسكري عام 1997 . توقع حزب الطريق القويم وآخرون تشكيل حكومة برئاسة تانسو تشيلر، لكن الرئيس سليمان ديميريل طلب من يلماز تشكيل الحكومة الجديدة،  على الرغم من أن نواب المعارضة كانوا أقلية في البرلمان، ولكن كان لديه نواب مقربون منه من حزب ديميريل السابق (حزب الطريق القويم) استقالوا وجمعوهم في ظل اسم حزب تركيا الديمقراطي وانضم إلى تحالف حزب الوطن الأم - حزب اليسار الديمقراطي - حزب المجتمع الديمقراطي فشكلوا الحكومة التركية الخامسة والخمسين (حكومة ANASOL-D) وهي حكومته الثالثة وأصبح رئيسًا للوزراء للمرة الثالثة في 20 يونيو 1997 وقد استمر حتى يناير 1999. تميزت ولاية يلماز الأخيرة بتداعيات التحقيقات في فضيحة سوسورلوك ، والمزيد من الكشف عن الصلات بين السياسيين والشرطة والمافيا. عندما انفجرت محاولة خصخصة بنك التجارة التركي لصالح كوركماز يغيت في أكتوبر 1998 بسبب مزاعم تورط زعيم المافيا علاء الدين جاكيجي، لم يستمر تحالف يلماز لفترة أطول. وقد استقال في 25 تشرين الثاني (نوفمبر) 1998، بعد أن تم قبول طلبات سحب الثقة التي قدمها حزب الشعب الجمهوري له ووزير الدولة، غونيش تانر، في الجمعية الوطنية التركية الكبرى.
في الانتخابات العامة التي أجريت في 18 أبريل 1999، شارك في ائتلاف حزب اليسار الديمقراطي وحزب الحركة القومية وحزب الوطن الأم، وأصبح وزيرًا للدولة ونائبًا لرئيس الوزراء في حكومة بولنت أجاويد الخامسة ، على الرغم من خسارة حزبه الكبيرة للأصوات.
استقال من منصبه بعد أن حصل حزبه على أقل من العتبة بنسبة 5٪ من الأصوات في انتخابات 3 نوفمبر 2002. على الرغم من بلوغه معدل الأصوات اللازمة لانتخابه نائبًا عن ريزه، إلا أنه لم ينتخب نائبًا عن حزب الوطن الأم الذي كان زعيمه، لأن الحزب حصل على أقل من عتبة 10٪. بعد فشله في الفوز بدخول الجمعية الوطنية الكبرى في انتخابات 2002، تقاعد يلماز من السياسة لمتابعة مهنة التدريس.

### الحياة السياسية بعد حزب الوطن الأم
في 25 مايو 2007، أعلن ترشحه للبرلمان المستقل عن ريزه. في الانتخابات العامة التي أجريت في 22 يوليو 2007، فانتخب عضوا مستقلاً في البرلمان عن ريزه. انضم في 31 أكتوبر 2009 إلى الحزب الديمقراطي، الذي أُسس نتيجة اندماج حزب الوطن الأم وحزب الطريق القويم في عام 2009. استقال من الحزب الديمقراطي في 18 يناير، بعد انتخاب نامق كمال زيبك رئيسًا في 15 يناير 2011.

## قضية المحكمة العليا
في 13 يوليو 2004، قررت الجمعية الوطنية الكبرى لتركيا إحالته إلى المحكمة العليا بدعوى دخوله مع جونيش تانر «في علاقات ومفاوضات من شأنها أن تؤدي إلى تزوير بيع البضائع وقيمتها خلال مناقصة بنك ترك. وأن هذه الإجراءات تستند للمادة 205 من قانون العقوبات التركي». نقضت المحكمة الدستورية الحكم، بصفتها المحكمة العليا، بسبب الحاجة إلى التعامل مع التهم الموجهة لكلا الشخصين بشكل منفصل. تم تكرار القرار والموافقة عليه في 27 أكتوبر 2004. وهكذا أصبح يلماز أول رئيس وزراء يحاكم أمام المحكمة العليا في تاريخ الجمهورية. علقت المحكمة العليا الحكم النهائي في القضية في 23 يونيو 2006 لمدة خمس سنوات وفقًا للقانون رقم 4616 بشأن الإفراج المشروط. على الرغم من مطالبة الأعضاء الثلاثة بتبرئة المتهمين، نتيجة تصويت الأغلبية، ستسقط القضية بحيث تُسقط التهم إذا لم تظهر اتهامات مماثلة في تلك الفترة بعد إبقائها حتى التقادم العادي.

## حياته الخاصة
يتحدث مسعود يلماز الألمانية والإنجليزية بالإضافة إلى التركية لغته الأم، وأصله من شعب الهيمشينيين وهو من قرية كاتالدير التابعة لمنطقة تشايلي في مقاطعة ريزة. تعرف مسعود يلماز عام 1975 على ببيرنا هانم (مواليد 1953) وتزوج عام 1976، فأنجبا طفلين هما يافوز يلماز (1979-2017) وحسن يلماز (مواليد 1987) عُثر على ابنه يافوز مقتولًا بالرصاص في شقته في إسطنبول في ديسمبر 2017.
كان يلماز عضوًا في مجلس إدارة نادي غلطة سراي الرياضي برقم تسجيل 7022.

### وفاته
توفي في 30 أكتوبر 2020 من مضاعفات سرطان الرئة ودفن بعد يومين في مقبرة كانليكا في الجانب الآسيوي من إسطنبول.